# Zoo York
Zoo York is een Amerikaans bedrijf dat in 1993 werd opgericht in New York door enkele skateboarders. Het ontwerpt en verkoopt skateboards en toebehoren, maar ook sneakers. Zoo York is het grootste en meest invloedrijke skatemerk aan de Amerikaanse oostkust.
In 1993 richtten OG-skateboarders Rodney Smith, Eli Morgan Gessner en Adam Schatz met Zoo York het eerste merk op dat was geïnspireerd door skateboarden. De inspiratie werd gehaald uit de snelgroeiende scenes rondom skateboarden, hiphop en graffiti. Hiermee werd een grote verscheidenheid aan producten gemaakt. Wat begon als een eenvoudige kledinglijn en enkele skateboards groeide uit tot een grote collectie streetwear.